# Christiane Lambert
Pour les articles homonymes, voir Lambert.
 (août 2020).
Christiane Lambert, née Foulier le 25 juin 1961 à Saint-Flour (Cantal), est une éleveuse de porcs et syndicaliste agricole française responsable d'organismes professionnels. 
Entre le 13 avril 2017 et le 13 avril 2023, elle est présidente de la FNSEA, le syndicat professionnel majoritaire dans la profession agricole en France. À partir du 18 septembre 2020, elle est aussi à la tête du Comité des organisations professionnelles agricoles, la première organisation syndicale d'agriculteurs en Europe, dont elle est la première femme à prendre la présidence. 

## Biographie
Originaire d'une famille d'agriculteurs à Massiac (Cantal), Christiane Lambert est la fille de Guy Foulier (1934-1985) et de Marie Berthuy.
Elle effectue sa scolarité à l'école Saint-André à Massiac, puis à l'institution Saint-Dominique au Puy-en-Velay où elle obtient un brevet de technicien supérieur (techniques agricoles et gestion d'entreprise). Elle pratique le handball.
À dix-neuf ans, Christiane Lambert exploite seule à Massiac quelques hectares avec un troupeau de vaches laitières et une quarantaine de truies. Elle est fervente catholique.
Elle se marie, le 16 août 1986, avec Thierry Lambert, également agriculteur. Ils ont trois enfants.
En 1989, elle reprend avec son mari l'élevage porcin de ses beaux-parents à Bouillé-Ménard, en Maine-et-Loire, et poursuit ce travail en parallèle de ses activités syndicales. Cet élevage, le GAEC Lambert-Foulier, est de type naisseur-engraisseur. 

## Activités syndicales JA

### Syndicat des Jeunes agriculteurs
Elle s'engage à 20 ans dans le syndicat des Jeunes Agriculteurs (JA) et franchit les différents échelons régionaux : en 1981 présidente du centre cantonal et vice-présidente du centre départemental, en 1984 vice-présidente du Centre régional des jeunes agriculteurs d'Auvergne, puis présidente deux ans plus tard.
En 1989, elle est vice-présidente du centre cantonal des jeunes agriculteurs de Pouancé, puis vice-présidente du centre départemental de Maine-et-Loire. Après un an au centre départemental, elle est nommée vice-présidente du Centre régional des jeunes agriculteurs pour l'Ouest et les Pays de la Loire.

### Bureau du CNJA
Elle rejoint le Centre national des jeunes agriculteurs (CNJA) comme membre du bureau de 1992 à 1994 et accède à la présidence du bureau jusqu'en 1998.

## Présidence de la FNSEA
Des jeunes agriculteurs, elle rejoint en 2001 la Fédération départementale des syndicats d'exploitants agricoles du Maine-et-Loire dont elle est présidente jusqu'en 2011 et en 2005 le bureau de la Fédération nationale des syndicats d'exploitants agricoles (FNSEA) en tant que membre.
Après le décès inattendu du Président Xavier Beulin en 2017, elle est présidente par intérim, puis élue à la présidence de la FNSEA, c'est la première femme à occuper ce poste.
Elle assure également à partir de 2017 la vice-présidence de l’Ifocap (Institut de formation pour les cadres paysans et agro-alimentaires et pour la gestion des entreprises).
La nouvelle présidente annonce sa volonté d'un travail en équipe dans la continuité des orientations de Xavier Beulin, animé par un esprit réformiste de la défense de l'agriculture. Au niveau national, elle prône le dialogue à haut niveau avec la société civile pour plus de bio, pour le respect du bien-être animal, et le renforcement des organisations de producteurs, des négociations et accords cadre afin d'obtenir un juste prix pour les producteurs. Au niveau européen, elle demande une harmonisation des règles sociales et sanitaires pour une concurrence européenne loyale.
Selon l'hebdomadaire satirique Le Canard enchaîné, qui cite une source interne à la FNSEA, elle est « une excellente syndicaliste et un bon soldat, qui suit sa base, mais pas une stratège qui sait anticiper ce que sera l'agriculture dans dix ans. [...] Elle prêche pour un syndicat réformiste, une agriculture raisonnée, mais elle continue d'incarner LA FNSEA qui dit non à tout et en veut toujours plus ». Le 15 décembre 2022, Christiane Lambert annonce qu’elle ne se représentait pas pour un troisième mandat comme présidente de la FNSEA. « Une décision mûrement réfléchie avec ma famille et mes pairs », précise-t-elle. En mars 2023, Arnaud Rousseau lui succède à la tête de la FNSEA.

### Prises de positions agricoles

#### Élections et communication avec le gouvernement
En 2017, Christiane Lambert, présidente de la FNSEA, appelle les agriculteurs à faire un choix en faveur de l’Europe au second tour de la présidentielle, une manière d’appeler, sans les désigner, à voter pour Emmanuel Macron et à rejeter la candidature de Marine Le Pen.
La même année, elle défend auprès du nouveau gouvernement Édouard Philippe (2)  les demandes de la fédération en rencontrant le ministre de l'agriculture, Stéphane Travert et le ministre de la Transition écologique et solidaire Nicolas Hulot : une simplification administrative, la reconnaissance de la diversité de l'agriculture française, des agriculteurs acteurs de la lutte contre le réchauffement climatique, une aide aux agriculteurs subissant les aléas climatiques, la gestion progressive de l'arrêt du glyphosate, et une revalorisation des prix.
Elle regrette en août 2018 la démission de Nicolas Hulot avec qui elle avait « un dialogue sans concession mais constructif ».

#### Revenu des agriculteurs et États généraux de l'alimentation

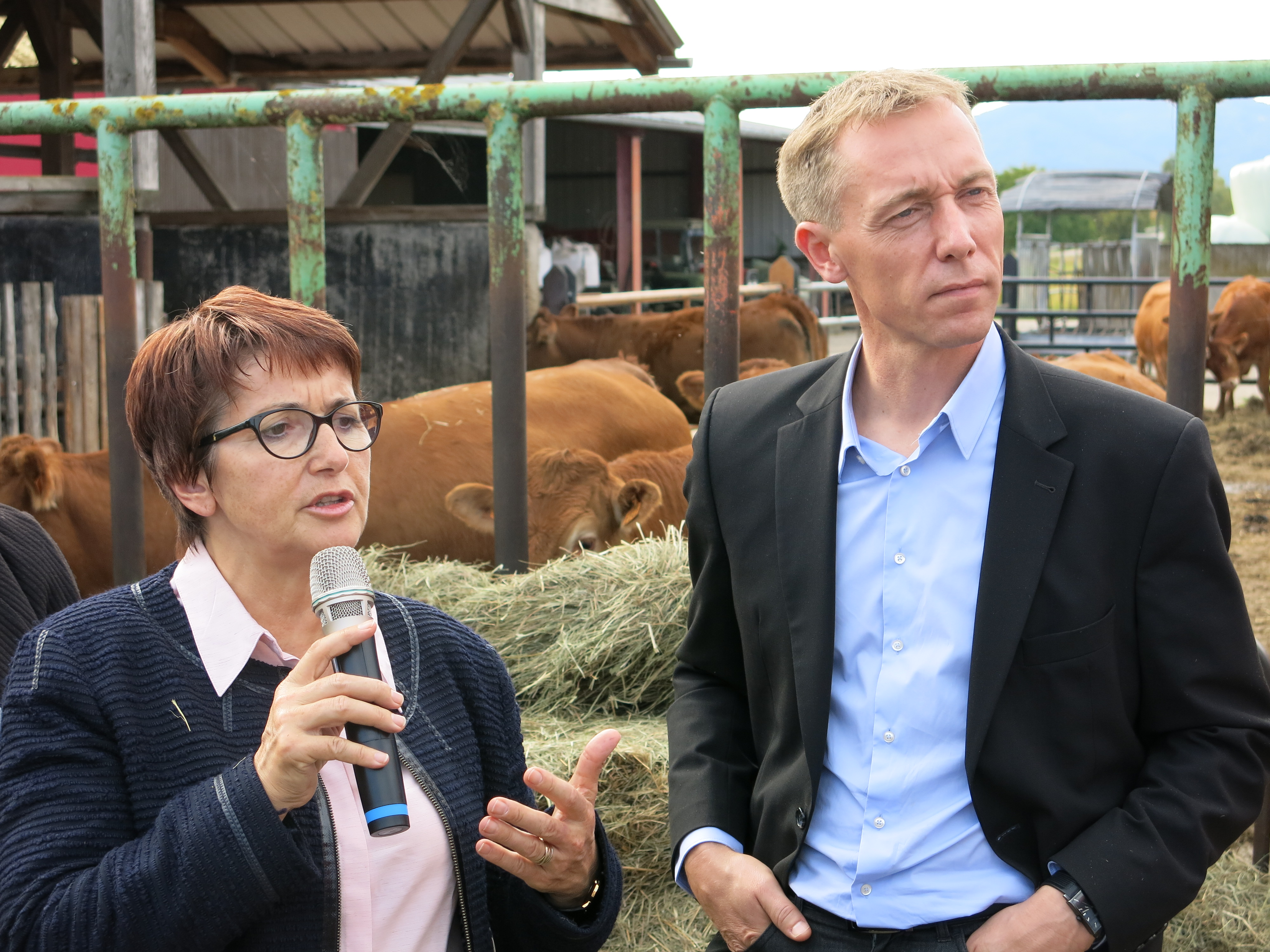
Conférence de presse dans une ferme d'Ebersheim de Christiane Lambert avant les EGA.

La présidente revendique une revalorisation des prix afin que les agriculteurs vivent décemment de leur travail. Ce sujet rejoint les États Généraux de l'Alimentation (EGA) prévus par le candidat Macron « permettre aux agriculteurs de vivre dignement de leur travail par le paiement de prix justes ».
Une polémique oppose Christiane Lambert et Michel-Édouard Leclerc sur la variation entre prix agricoles et prix à la clientèle, elle est décrispée par la proposition du Président de la République de promulguer au premier semestre 2018 des ordonnances basées sur les travaux des EGA. La présidente a refait appel à Michel-Édouard Leclerc absent à la réunion de travail au ministère de l'agriculture du 3 novembre 2017 à laquelle participaient le ministre Stéphane Travert, les représentants des agriculteurs, industriels et distributeurs. Le communiqué du ministère précise « La réunion de travail de ce jour a permis aux parties prenantes d'avancer vers une rédaction commune. L'objectif partagé est que la charte puisse être signée dans les prochains jours par l'ensemble des acteurs volontaires ». La présidente fait pression pour que les négociations à venir avec la grande distribution se fasse selon la nouvelle charte. La crise Lactalis du lait infantile contaminé par des salmonelles a relancé la campagne de la présidente contre la grande distribution.

#### Charte et Contrat de solutions
La nouvelle charte est signée le 14 novembre  2017 en présence des représentants des agriculteurs et de la grande distribution dont Michel-Édouard Leclerc et des représentants de l'État, le ministre de l’agriculture Stéphane Travert et le secrétaire d’État auprès du ministre de l’Économie, Benjamin Griveaux. Cette charte est la première concrétisation des États Généraux de l'alimentation.
Après la signature de la charte Christiane Lambert lance avec la FNSEA le Contrat de solutions, étape intermédiaire favorisant la recherche et l'innovation pour une agriculture à terme verte et numérique. Ce contrat de solutions est critiqué par le président de la Coordination rurale, Bernard Lannes qui l'interprète comme "un contrat de soumission". 

#### Glyphosate
Elle s'oppose à l'interdiction en France du glyphosate, le désherbant le plus vendu au monde, et plaide pour un remplacement progressif de ce produit controversé par un produit à concevoir aussi efficace. 
Lors d'un point presse le 22 juin 2018, les ministres de l'Agriculture et de la Transition écologique ont précisé les moyens pour sortir du glyphosate en trois ans. Christiane Lambert a annoncé une réunion avec les ministères de l'Agriculture, Transition écologique, Santé et Recherche pour proposer « un  contrat de solutions avec des propositions concrètes pour réduire l’ensemble des produits phytosanitaires ». Après l'échec du plan Ecophyto, plan de réduction de l'usage des produits phytosanitaires, ceux-ci ont augmenté de 12% entre 2014 et 2016 en France. Ecophyto est jugé trop élitiste et dans une démarche punitive et stigmatisante pour la présidente, elle défend avec la FNSEA en juillet 2018 un nouveau plan de contrat de 36 mesures pour réduire les produits controversés tout en garantissant la rentabilité et la compétitivité des exploitations agricoles. Elle attend pour ce faire l'aide des pouvoirs publics. 

#### Défense du pastoralisme
Août 2018, elle apporte son soutien aux paysans béarnais en affirmant l'incompatibilité entre ours et pastoralisme.
En visite à Valensole, elle lance un appel aux élus députés et sénateurs afin de protéger les éleveurs ovins des Alpes du Sud, les plus touchées par les attaques de loups.

#### Opposition aux activistes animalistes
En 2018, la présidente a apporté son soutien aux différents professionnels de la filière viande en se déplaçant sur les lieux d'attaques d‘activistes antispécistes.
Elle adresse une lettre ouverte avec Jérémy Decerle, Président de Jeunes Agriculteurs, cosignée par 14 membres du collectif de défense des éleveurs et des métiers de la viande, au Président de la République pour protester contre des actions qu’elle considère comme violentes et la crise morale que celles-ci entraîneraient chez tous les acteurs de la filière viande. 
Après une plainte visant Boucherie Abolition, un collectif animaliste et féministe, en janvier 2019 le TGI de Paris « donne raison à Christiane Lambert » et ordonne le retrait de publications visant la FNSEA et sa présidente.

### Actions militantes

#### Engagement contre lesmégacomplexes
En 2017, la présidente de la FNSEA a cosigné avec entre autres Naomi Klein, une lettre ouverte publiée dans Libération. Elle demande l'arrêt du projet Europacity afin de préserver « 80 hectares de terres agricoles, parmi les plus fertiles d'Europe ».

#### Conflit sur l'huile de palme
En juin 2018, Christiane Lambert engage la fédération dans un conflit avec le ministère de la Transition écologique et solidaire et le ministère de l'Agriculture pour défendre les producteurs français de colza. Ceux-ci s'estiment sacrifiés lors de l'autorisation gouvernementale d'importation d'huile de palme supplémentaire pour la production de carburants renouvelables. Le blocage de 18 sites de raffinerie par 3 000 agriculteurs est levé après un accord sur le biocarburant avec le ministre de l'agriculture.
La gestion du conflit par Christiane Lambert est critiquée en interne pour son amateurisme et sa précipitation.
L'action de Christiane Lambert et de la FNSEA comporte, selon le quotidien Le Monde, plusieurs contradictions : celle « des normes environnementales, brandies quand cela sert la cause, mais minimisées quand il s’agit d’interdire des pesticides. Sans parler de l’utilité au final de convertir de grandes quantités de terres agricoles non pas pour nourrir les hommes mais pour alimenter leurs automobiles ».

### Synergie agricole

#### Manifeste pour une agriculture prospère et durable
Lors de la clôture du forum international Planet A. le 29 juin 2018 à Châlons-en-Champagne, la présidente de la FNSEA et le DG de WWF-France Pascal Canfin ont signé un manifeste commun pour une agriculture prospère et durable. Les deux organisations indiquent se retrouver, au-delà de leurs désaccords notoires, sur ces objectifs communs : la lutte contre l'artificialisation des sols, le développement de la méthanisation, une juste répartition de la valeur entre tous les acteurs de la chaîne agroalimentaire, la protection des agriculteurs contre d'autres agricultures. En avril 2017, le WWF indiquait dans un communiqué de presse, à l'occasion de l'élection de Christiane Lambert à la tête de la FNSEA, que cette dernière menait un double jeu, tentant d'incarner un virage environnemental de l'agriculture française, tout en préconisant « de nier toutes les problématiques environnementales liées à l'agriculture et à la politique agricole ». Pascal Canfin estimait en avril 2017 que « la faillite du modèle industriel, défendu par la Fédération nationale des syndicats d’exploitants agricoles (FNSEA) notamment, est évidente ».

#### Mouvement Agridemain
En juillet 2018, elle lance le tour de France du mouvement Agridemain qui veut changer l'image de l'agriculture auprès du grand public.

### Commission européenne
La présidente de la FNSEA a rencontré le 16 juillet 2018 son homologue italien, Massimiliano Giansanti, président de la Confagricoltura (Confédération générale de l'agriculture italienne) et publié un communiqué le 18 pour s'opposer aux coupes budgétaires de la Politique Agricole Commune. Lors de la réunions des syndicats agricoles avec le Président Macron sur la PAC, elle a rappelé sa volonté de faire jeu commun syndicats et pouvoirs publics « Nous devons avoir une équipe de France soudée pour pouvoir négocier au mieux la future PAC ».

### Direction du Copa, le syndicat agricole européen
Le 18 septembre 2020, Christiane Lambert devient la première femme à être nommée à la tête du Copa, le plus important syndicat agricole européen. Elle cumulera sa fonction avec celle de présidente de la FNSEA. Elle a été réélue à ce poste en septembre 2022 pour un mandat de deux ans.

## Palmarès médiatique

### Prix de la femme d’influence politique
Le 29 novembre 2017, elle obtient le Prix 2017 de la femme d'influence politique décerné par le club Génération femmes d’influence politique, qui promeut l’entrepreneuriat au féminin depuis 2010.  
Elle dédie ce prix à « toutes les femmes agricultrices ».

### Classement Business de Pressedd
Elle apparait dans le classement Business de Pressedd 2017 des Français les plus cités dans les médias au cours de l'année, première femme et cinquième du classement.
En 2018, alors que la médiatisation des femmes est toujours aussi faible, elle est la seule femme du top 10 au 8e rang des personnalités business .

### Personnalité 2017 selon Les Marchés Hebdo
La rédaction de Les Marchés Hebo a retenu Christiane Lambert dans son palmarès des treize personnes ayant marqué l'année 2017 notamment pour avoir fait " entendre la voix des agriculteurs auprès des pouvoirs publics et des médias, notamment à l’occasion des états généraux de l’alimentation".

## Activités environnementales
En 1999, elle prend la présidence du Forum de l'agriculture raisonnée respectueuse de l'environnement (FARRE)  pendant six ans. Elle participe en 2002 et 2003 à la Commission de la Charte de l'environnement à valeur constitutionnelle voulu par Jacques Chirac pour protéger l'environnement. Membre du CESE et présidente de VIVEA qu'elle quitte en 2017 après sa nomination à la FNSEA. Elle promeut une agriculture raisonnée et écologique.

## Distinctions
Christiane Lambert à reçu la médaille d'or de l'Académie d'agriculture de France. Egalement elle a été faite : 
- Officier de la Légion d'honneur le 31 décembre 2020[60].
- Chevalier de l'ordre national du Mérite
- Commandeur de l'ordre du Mérite agricole